# コープビル (ワシントン州)
コープビル（Coupeville）は、アメリカ合衆国ワシントン州の町。アイランド郡の郡庁所在地である。人口は1,975人（2023年推計）。オークハーバーの南に位置している。

## 地理・気候
北緯48度13分6秒、西経122度41分1秒に位置している。
アメリカ合衆国統計局によると、総面積3.3 km2 (1.3 mi2) である。このすべてが陸地である。
- 山:
- 河川:
- その他:

## 人口
2000年の国勢調査では、人口1,723人、737世帯、426家族が暮らしている。人口密度は519.7/km2 (1,346.7/mi2) である。245.5/km2 (636.2/mi2) の平均的な密度に814軒の住宅が建っている。この都市の人種的な構成は白人89.79%、アフリカン・アメリカン1.57%、ネイティブ・アメリカン0.52%、アジア2.15%、その他の人種2.84%、混血3.13%である。この人口の5.34%はヒスパニックまたはラテン系である。
全世帯のうち、18歳未満の子供と同居している世帯が25.5%、夫婦のみの世帯が46.0%、未婚女性の世帯が9.1%であり、42.1%は家族を持たない。個人名義の世帯主が36.9%、そのうち65歳以上が19.4%である。世帯ごとの平均人数は2.16人、家族ごとの平均人数は2.81人である。
18歳未満の未成年が21.1%、18歳以上24歳以下が6.0%、25歳以上44歳以下が25.0%、45歳以上64歳以下が22.7%、65歳以上が25.2%、平均年齢は43歳である。女性100人に対して男性は83.5人である。18歳以上の女性100人に対して男性は81.2人である。
この都市の世帯ごとの平均的な収入は33,938 USドルであり、家族ごとの平均的な収入は47,721 USドルである。男性は33,235 USドルに対して女性は27,100 USドルの平均的な収入がある。この都市の一人当たりの収入 (per capita income) は18,720 USドルである。人口の8.9%及び家族の11.4%は貧困線以下である。全人口のうち18歳未満の14.9%及び65歳以上の8.2%は貧困線以下の生活を送っている。